# Cauchemar (film, 1980)
Pour plus de détails, voir Fiche technique et Distribution.
Cauchemar est un film français réalisé par Noël Simsolo, sorti en 1980.

## Synopsis
Dans un bar, une mystérieuse jeune femme remplace le pianiste habituel. Le public est époustouflé par son talent au point que certains croient reconnaître la célèbre concertiste Magdalena Schneider disparue après avoir été l'objet de terribles accusations.

## Fiche technique
- Titre : Cauchemar ou Nuits d'angoisse[2].
- Réalisation : Noël Simsolo
- Scénario : Noël Simsolo
- Photographie : Ramón F. Suárez
- Assistants opérateurs : Daniel Desbois • Stephan Holmes
- Son : Antoine Bonfanti
- Assistants son : Francis Bonfanti • Stephan Keller
- Mixage : Antoine Bonfanti
- Montage : Khadicha Bariha
- Musique : Lino Léonardi • Robert Schumann
- Piano : René Andreani
- Violon : Michel Salaun
- Chanson : Les Rois Misère, interprétée par Monique Morelli, musique de Lino Léonardi, paroles de Noël Simsolo
- Maquillage : Jackie Raynal
- Photographe de plateau : Pierre Zucca
- Production : Paul Vecchiali
- Société de production : Diagonale
- Société de distribution : Diagonale Distribution • MK2 Diffusion
- Pays :  France
- Langue originale : Français
- Année : 1980
- Format : couleurs 35 mm
- Genre :  Thriller
- Durée : 97 minutes
- Dates de sortie : 
  - France : 24 décembre 1980
- Autres titres connus : 
  - France : Nuits d'angoisse (titre vidéo)
  - Royaume-Uni : Nightmare (titre international)

## Distribution
- Béatrice Bruno : Magdalena Schneider
- Pierre Clémenti : Victor
- Hélène Surgère : Barbra
- Philippe Chemin : Wernert Schneider / le jeune homme
- André Thorent : Ugo
- Marie-Georges Pascal : Lydia
- Stéphane Shandor : Grégory Friedman
- Lino Léonardi : Raymond, le pianiste
- Monique Morelli : Nana, la chanteuse
- René Andreani : Pierrot, le patron du bar
- Patrick Morelli : Ferdinand
- Monique Mélinand : Gelinotte
- Dominique Erlanger : Clara
- Chantal Delsaux : la femme du terrain vague
- Danièle Dubroux : la femme du banc
- Jean Narboni
- Marie-Christine Dara
- Thomas Schneider
- Grégory Schneider
- Senta Schneider
- Danielle Schneider
- Cyrille Durant-Béhar
- Laurent Gerbi
- Max Denis
- Philippe Mellot
- William K. Guérin